# Tylosurus punctulatus
Tylosurus punctulatus är en fiskart som först beskrevs av Günther 1872.  Tylosurus punctulatus ingår i släktet Tylosurus och familjen näbbgäddefiskar. Inga underarter finns listade i Catalogue of Life.